# Ferdinando Carulli
Ferdinando Maria Meinrado Francesco Pascale Rosario Carulli (Napels, Italië, 9 februari 1770 – Parijs, 17 februari 1841) was een Italiaans componist, muziekpedagoog en gitarist.

## Levensloop
Carulli kreeg eerst celloles en studeerde, zoals zijn Spaanse collega's Fernando Sor en Dionisio Aguado, muziektheorie bij een rooms-Katholieke priester. Later was hij erg bezig met het gitaarspel en was voor zijn buitengewone meesterschap op dit instrument heel bekend. Aan het begin van zijn artistieke loopbaan gaf hij concerten in heel Italië. Na een verblijf in Wenen vertrok hij later in 1808 naar Parijs, waar hij in de Salons ware triomfen vierde. Hij was ook een succesrijke leraar. Tot zijn studenten behoorden gitaristen uit heel Europa, maar vooral dochters en zonen van de Franse adel en uit de aristocratie. In 1810 leerde hij Filippo Gragnani kennen en zij zouden levenslang vrienden blijven.
In 1801 huwde hij de Franse Marie-Josephine Boyer, bij wie hij later een zoon Gustavo Carulli (1801-1876) kreeg.
Eerst bewerkte hij talrijke werken van klassieke componisten, onder andere het 1e deel uit Joseph Haydns Symfonie nr. 104 voor twee gitaren. Hij was ook een actief componist en in 1807 publiceerde hij in Milaan zijn eerste werken. In totaal zou hij meer dan 400 werken gecomponeerd hebben. Vele van deze werken zijn niet uitgegeven. Het zijn meestal solostukken en duetten voor gitaar, maar ook kamermuziek met gitaar en twee concerten voor gitaar. Heel populair en ook tegenwoordig nog in gebruik is zijn Complete methode voor gitaar op. 27. Ook schreef hij thematische muziek, onder andere een stuk over het leven van Napoleon Bonaparte en werken met titels als De storm (sonata sentimentale), De verovering van Algiers (pièce historique) en De liefde van Venus en Adonis.
Samen met de Franse gitaarbouwer Pierre René Lacote patenteerde hij in december 1826 de tiensnarige "Decacorde", een gitaarvariant met tien snaren, volgens Carulli bedoeld om het spel te vergemakkelijken. Van de tien snaren waren er slechts vijf bestemd om op de gebruikelijke wijze met de linkerhand te bespelen, de overige vijf waren bassnaren die 'open' gespeeld dienden te worden. Voor het instrument schreef hij de "Méthode pour le Décacorde". Diverse exemplaren van de Décacorde zijn bewaard in Europese musea (o.a Brussel en Parijs), maar het instrument is nooit echt aangeslagen.

## Composities

### Werken voor orkest
- Concert en La majeur, voor gitaar en orkest, op. 8(a)
  1. Allegro
  2. Polonaise
- Concerto in G-groot, voor fluit, gitaar en orkest
  1. Allegro
  2. Tema con variazioni
  3. Allegro finale
- Concerto in e-klein voor fluit, gitaar en orkest
- Nocturne de Salon voor gitaar, fluit en orkest, op. 190
  1. Allegro
  2. Larghetto
  3. Allegro
- Petit concerto de société en mi mineur, voor gitaar en strijkorkest, op. 140

### Kamermuziek
- Duett, voor gitaar en fluit
- Deux Duos, voor gitaar en piano
- Due Notturni voor piano en gitaar, op. 131
- Due duetti, voor altviool en gitaar, op. 137
- Duo voor piano en gitaar, op. 11(a)
- Duo voor viool en gitaar, op. 19
- Duo voor fluit en gitaar, op. 104
- Duo voor piano en gitaar, op. 134
- Duo voor piano en gitaar, op. 150
- Fantasie, voor fluit en gitaar, op. 190
- Fantasie op twee motieven uit de opera «Il Pirata» van Vincenzo Bellini, voor fluit en gitaar, op. 337
- Gran Duo Concertante, voor piano en gitaar, op. 65
- Gran Duo, voor piano en gitaar, op. 70
- Gran Duo, voor piano en gitaar, op. 86
- Notturno, voor piano en gitaar, op. 189
- Six Sérénades, voor gitaar en fluit, op. 109
- Trio, voor fluit, viool en gitaar, op. 9, no. 1
- Trio in D-groot, voor twee violen en gitaar, op. 9, no. 2
  1. Allegro
  2. Romance - Larghetto
  3. Rondo - Allegretto
- Trois Duos, voor gitaar en fluit, op. 104

### Werken voor gitaar
- 1e deel uit de «Symfonie no. 104 "Londen symfonie"» van Joseph Haydn, voor twee gitaren
  1. Adagio - Allegro
- 14 Sonatine Facili - a cura di Carfagna, voor gitaar solo
- 24 Duets, voor twee gitaren
- Allegretto, voor gitaar solo
- Allegretto nº 15 voor gitaar
- Andante, voor gitaar
- Andante in a-klein, voor gitaar
- Andante in G-groot, voor gitaar
- Andante con poco moto, voor gitaar
- Capriccio in C, voor gitaar
- Caprice, voor gitaar
- Cinq valses, voor gitaar
- Cinq romances, voor twee gitaren
- Contredanse voor gitaar
- Deux airs russes variés voor twee gitaren, op.110
- Drie Dagen, (over de Revolutiedagen van 1830), voor gitaar
- Duo, voor twee gitaren, op. 62, no. 1
- Duo, voor twee gitaren, op. 62, no. 2
- Duo, voor twee gitaren, op. 62, no. 3
- Fantasia voor drie gitaren, op. 251
- Introduction, voor gitaar
- L'Orage - Sonata sentimentale voor gitaar, op. 2
- Larghetto, voor twee gitaren
- Le mere et l'amant, voor twee gitaren
- Le Nid et la Rose, Romanzi per due chitarri, opus 120 no. 3
- Les Adieux, voor gitaar, op. 249
- Marcia, voor gitaar, op.335, no. 3
- Ouverture, voor gitaar, op. 6, no. 1
- Poco allegretto, voor gitaar
- Quatre Etudes, voor gitaar
- Rondò en sol, voor gitaar
- Rondo in G-groot, voor twee gitaren
- Sei andanti voor gitaar, op. 320
- Sei divertimenti su terze seste ottave decime note legate e staccate, voor gitaar
- Sérénades, voor gitaar, op. 96, no. 1, 2 en 3
- Sicilienne, voor gitaar
- Six Divertissements Brillants de salon d'une force moyenne, voor gitaar, op. 317
- Six Petite Duod dialogues, voor twee gitaren, op. 34
- Sonata, voor gitaar, op. 5
  1. Largo
  2. Rondo - Allegretto
- Sonata, voor gitaar, op. 21, no. 1
  1. Moderato
  2. Largo
  3. Rondeau - Allegretto
- Sonata, voor gitaar, op. 21, no. 2
  1. Moderato
  2. Theme and Variations
  3. Allegretto
- Sonata, voor gitaar, op. 21, no. 3
  1. Moderato
  2. Romance - Andante sostenuto
  3. Rondeau - Allegretto con poco moto
- Sonata, voor gitaar, op. 58, no. 3
- Trois petits solos, op. 262
- Trois Nocturne, voor twee gitaren, op. 90
- Variations sur une melodie français..., voor gitaar, op. 194
- Variaties op Wolfgang Amadeus Mozarts "Zauberflöte", voor gitaar, op. 276, no.30
- Variazioni su un tema di Ludwig van Beethoven, voor gitaar
- Variazioni su l'Arietta italiana "Sul margine d'un rio" voor gitaar, op. 142
- Ventiquattro Preludi - a cura di Tonazzi, voor gitaar, op. 114
- Vingtneuf pièces, voor gitaar
- Walzer, voor gitaar solo, op. 241

### Pedagogische werken
- 1810 Methode complete de guitar ou lyre - Metodo Completo per Chitarra - (Methode voor gitaar), op. 27
- 1825 Méthode de guitare - "La harmonía aplicada a la guitarra"